# 弗洛里纳斯
弗洛里纳斯（義大利語：Florinas），是意大利萨萨里省的一个市镇。总面积36.09平方公里，人口1551人，人口密度43.0人/平方公里（2009年）。ISTAT代码为090029。